# Gustaf Broomé (politiker)
Lars Gustaf Broomé (i riksdagen kallad Broomé i Bårslöv, senare Broomé i Lidingö), född 17 augusti 1853 i Vanstad, död där 3 maj 1929, var en svensk tidningsman och liberal politiker.
Gustaf Broomé, som var son till en folkskollärare, tog själv folkskollärarexamen i Lund 1874 och var därefter folkskollärare i Norra Kverrestad 1875–1876 och i Bårslöv 1876–1910. Han var också redaktör och ansvarig utgivare för Skåning 1895–1900 och för Reformatorn 1910–1918. Han var även kommunalt verksam i Vanstads kommun.
Broomé var en av de ledande i den svenska nykterhetsrörelsen, bland annat som ledamot i Sveriges storloge i IOGT:s verkställande råd 1886–1920, ordenskaplan 1903–1912 samt IOGT:s internationelle chefs deputerade för Sverige 1912–1920. Han var även verksam i Sveriges allmänna folkskollärareförening och tillhörde förtroenderådet (motsvarande partistyrelsen) för Frisinnade landsföreningen.
Gustaf Broomé var riksdagsledamot 1900–1911 i andra kammaren för Luggude domsagas södra valkrets och tillhörde, som represant för frisinnade landsföreningen, Liberala samlingspartiet i riksdagen. Han tillhörde bland annat konstitutionsutskottet som suppleant 1906–1908 och 1910 samt som ledamot 1909. I riksdagen engagerade han sig främst i skolfrågor och alkoholpolitik.